# Chiesa di Santa Maria degli Angeli (Brindisi)
La chiesa di Santa Maria degli Angeli sorge in piazza Angeli, a Brindisi.

## Storia
Fatta costruire dal santo Lorenzo da Brindisi su terreni di sua proprietà, venne destinata alle suore clarisse di Brindisi. I lavori, finanziati in gran parte da Massimiliano I, elettore di Baviera, iniziarono nel 1609, e prevedevano la costruzione di una chiesa e di un monastero.
In funzione dal 1619, il monastero fu abbattuto all'inizio del XX secolo.

## Struttura
La struttura della chiesa è realizzata con pietra calcarenitica detta carparo.
La pianta è a croce latina.
La facciata è di stile barocco, decorata con fiori e putti. 
La porta lignea è ornata con bassorilievi raffiguranti San Francesco d'Assisi, Santa Chiara, San Giovanni e San Matteo.

## Interni
L'interno, a navata unica, presenta lateralmente quattro cappelle, nelle quali sono ospitate alcune opere pittoriche e scultoree, tra cui un crocefisso attribuito a Angelo da Pietrafitta, proveniente dalla Chiesa di Santa Maria del Casale, il dipinto Estasi di san Lorenzo attribuito ad Oronzo Tiso (XVIII secolo).
Nella cappella dedicata al santo è conservato un crocefisso d'avorio donato da Lorenzo di Brindisi, utilizzato allo stesso Lorenzo per incitare i soldati cristiani nella battaglia di Székesfehérvár (Albareale) del 1601 contro gli ottomani. Qui sono conservati anche gli effetti personali del santo, tra cui il libro che usava per pregare e parti dell'abito da sacerdote che indossava. Inoltre ci sono tantissime reliquie di santi diversi, per lo più pezzi di ossa.
Nel transetto, un reliquiario contenente una vertebra di san Lorenzo è posto vicino alla sua statua. Ci anche sono quattro tele: Adorazione dei pastori, Adorazione dei Magi, Circoncisione, Fuga in Egitto, attribuite a Diego Oronzo Bianco (1683-1767) ed eseguite nel terzo decennio del secolo decimoottavo.
Dietro l'altare maggiore, ornato con statue dei santi Francesco e Chiara, vi è un dipinto raffigurante l''Immacolata tra gli Angeli, di Pieter De Witte.

## Galleria d'immagini

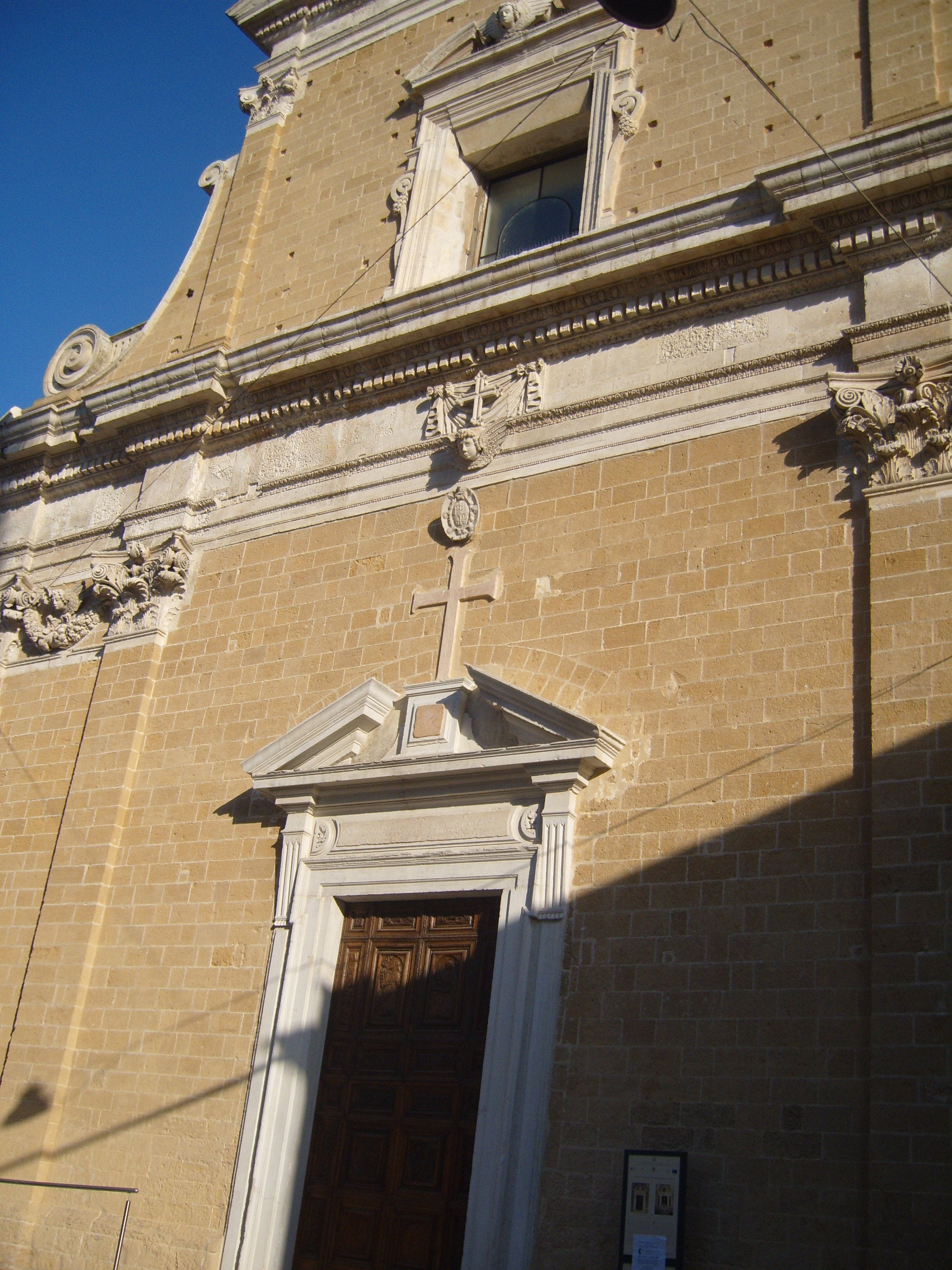
Facciata della chiesa
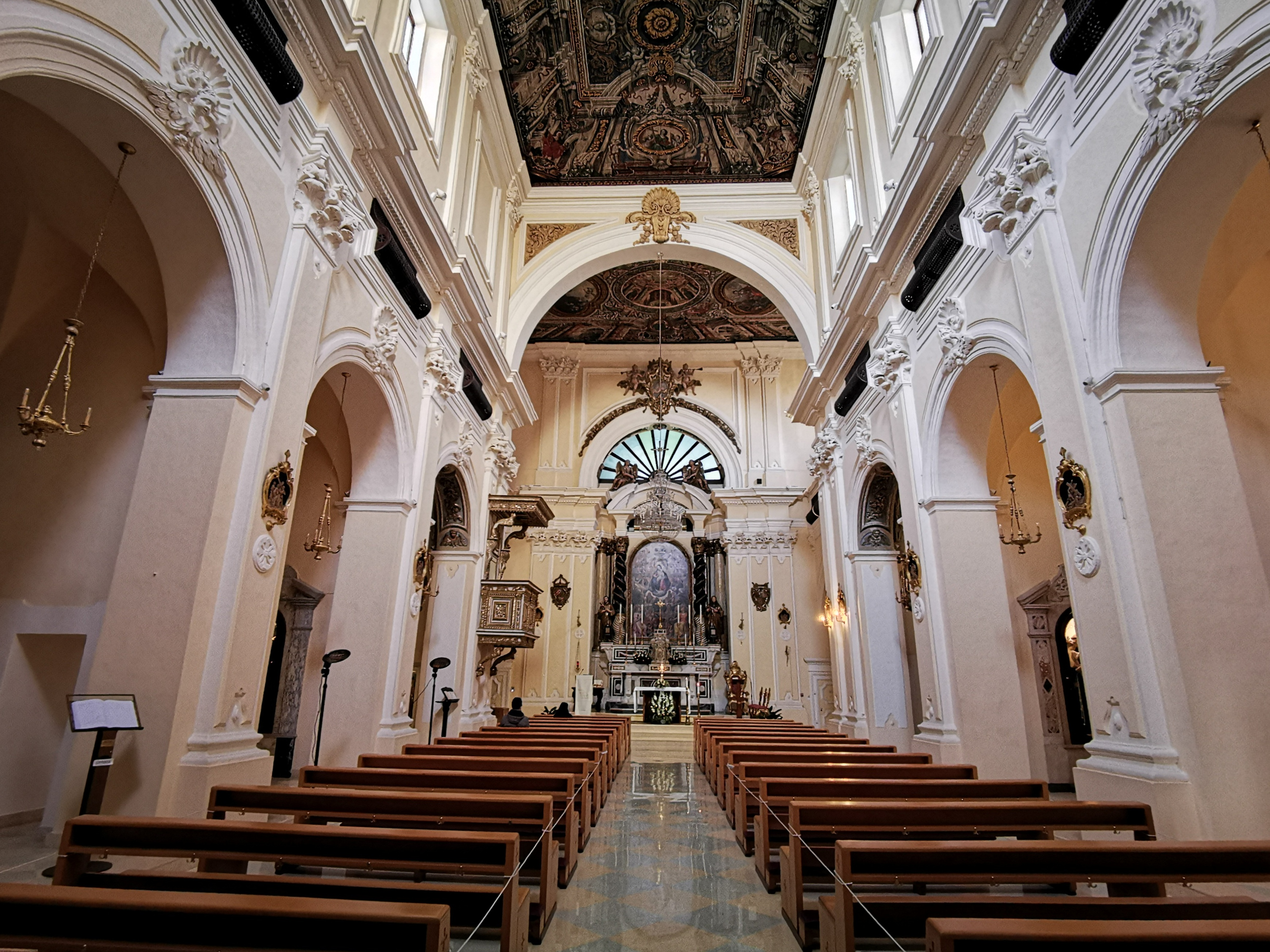
Interni della chiesa
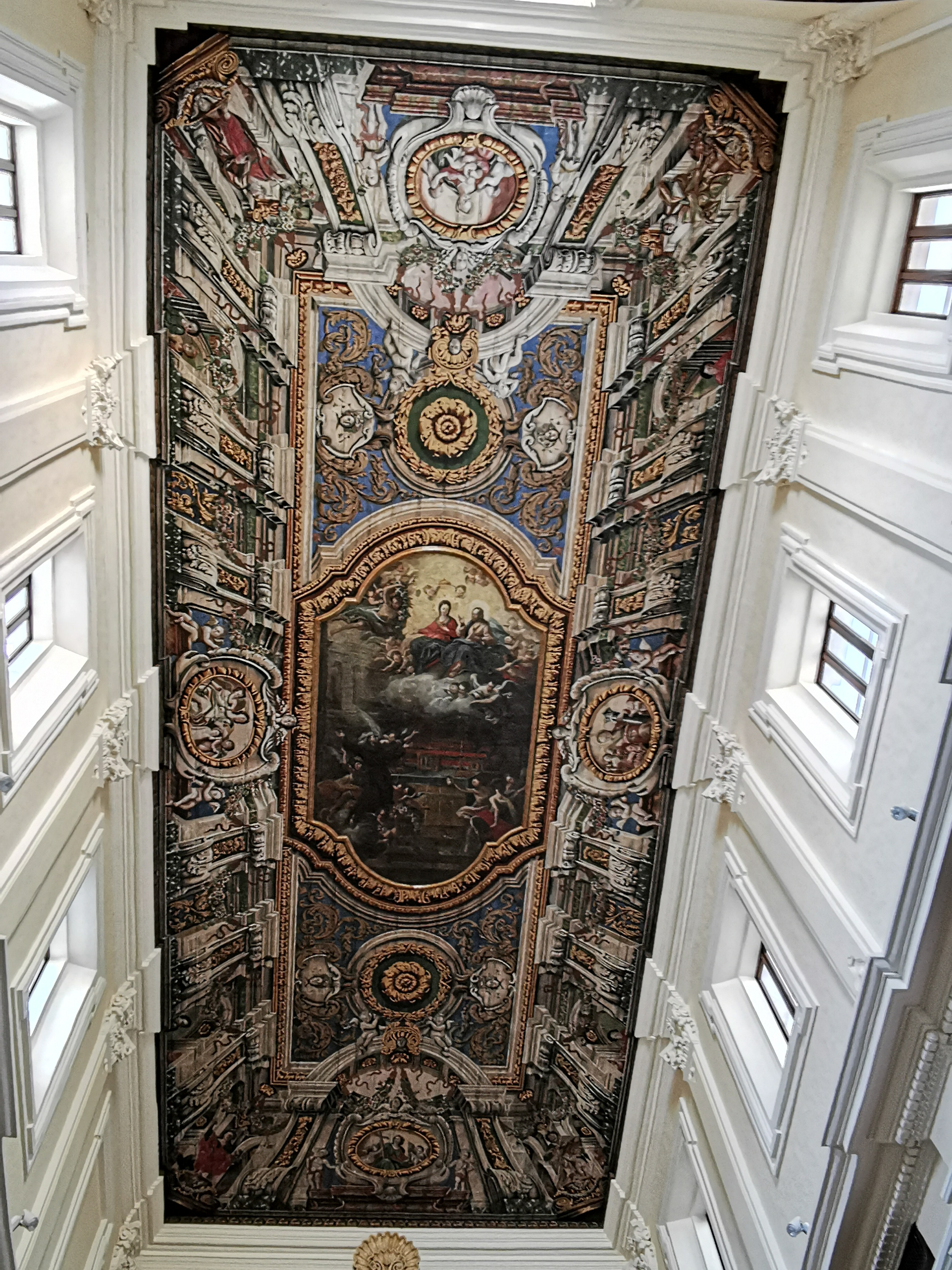
Soffitto